# ヨアキム主義
ヨアキム主義（ヨアキムしゅぎ、英語: Joachimites）は、12世紀のカトリック教会に興った予言的・終末論的な歴史思想である。フィオーレのヨアキム（ジョアキーノとも）が唱えた。
ヨアキムはエデンの園での人間の堕落の後、神はその埋めあわせのために、歴史に精神原理を導入する必要があったと考え、さらに三位一体的構造を世界史に当てはめ、全歴史は三つの時代からなるとした。第一の時代は「父の時代」で、地上においてはイスラエルの民が選ばれた祭司と預言者の時代であり、旧約の時代にあたる。第二の時代は「子の時代」であり、教会の時代で、キリスト以後現在まで続いているとした。これは過渡的な時代であって、1260年ころから始まる「聖霊の時代」によってやがて克服される。この第三の時代において、世界は完成し、地上においては修道士の時代が出来する。ヨアキムの考えでは、第三の時代において聖霊は直接個人個人に語りかけ、現在ある教会秩序や国家などの支配関係に基づく地上的秩序は必要がなくなり、兄弟的連帯において修道士が支配する時代が来るとされる。
ヨアキムの思想は問題視され、ローマ教皇庁からたびたび警告されたが、ヨアキムは撤回せず、ついにその死後に異端と宣言されるに至った。ヨアキム主義は13世紀の西方異端思想に大きく影響を与えた。
ミルチア・エリアーデは『世界宗教史』において、レッシングの『啓蒙の世紀』やシェリング、ヘーゲルなどの絶対者の三段階からなる展開などの近世ドイツ思想における精神史観にヨアキム主義の影響を指摘している。